# Ludlow Auto Engineering Company
Ludlow Auto Engineering Company war ein US-amerikanischer Hersteller von Kraftfahrzeugen.

## Unternehmensgeschichte
Das Unternehmen wurde 1915 in Philadelphia in Pennsylvania gegründet. Karl R. Peters war daran beteiligt. Im gleichen Jahr begann die Produktion von Personenkraftwagen. Der Markenname lautete zunächst Peters-Walton und ab 1916 Peters Tricar. In dem Jahr entstanden ausschließlich Nutzfahrzeuge. Noch 1916 endete die Produktion.

## Fahrzeuge
Die Fahrzeuge werden in einer Quelle als Cyclecar bezeichnet. Allerdings überschritten sie das Hubraumlimit. Sie hatten 
einen luftgekühlten Zweizylindermotor mit 9 PS Leistung. 84,1375 mm Bohrung und 101,6 mm Hub ergaben 1130 cm³ Hubraum.
Es waren Dreiräder mit vorderem Einzelrad. Der Motor war oberhalb des Vorderrades montiert und trieb dieses an. Das Fahrgestell hatte 208 cm Radstand. Der Aufbau des Pkw war ein Roadster mit zwei Sitzen hintereinander.